# Oxalis lotoides
Oxalis lotoides là một loài thực vật có hoa trong họ Chua me đất. Loài này được Kunth mô tả khoa học đầu tiên năm 1822.